# Guandi-Tempel von Lhasa
| Tibetische Bezeichnung                         |
| ---------------------------------------------- |
| Tibetische Schrift: ཀོན་ཏི་གེ་སར་ལྷ་ཁང་            |
| Wylie-Transliteration: kon ti ge sar lha khang |
| Chinesische Bezeichnung                        |
| Vereinfacht: 关帝庙、关帝格萨拉康              |
| Pinyin:Guāndì Miào, Guāndì Gésà Lākāng         |

Der Guandi-Tempel bzw. Gesar-Tempel in Lhasa ist der einzige in Tibet erhaltene Tempel, der dem Guan Yu geweiht ist, einem chinesischen General der Zeit der Drei Reiche, der unter dem Namen „Guandi“ als Kriegsgott verehrt wird. Er liegt im Südwesten des Potala-Palastes auf dem Pamari Shan (帕玛日山), der auch Mopan Shan (磨盘山) genannt wird.

## Geschichte
Der Guandi-Tempel wurde 1792 in der Qing-Dynastie (1644–1911) auf dem Mopan Shan („Mühlstein-Berg“) in Lhasa zur Feier des Sieges über die Gurkhas aus Nepal errichtet. In diesem Jahr waren die Gurkhas in Tibet eingefallen und hatten das Tashilhunpo-Kloster eingenommen. Als Kaiser Qianlong davon erfuhr, befahl er General Fu Kang'an (福康安) mit einer Armee von 10.000 Soldaten nach Tibet, die die Gurkhas mit Hilfe der Einwohner endgültig aus Tibet vertrieb.
Im Laufe der Zeit wurde der Tempel von den Tibetern auch mit dem legendären kriegerischen König Gesar von Ling assoziiert.
2007 wurde der Tempel vom Büro für Kulturgegenstände des Autonomen Gebiets Tibet für 4,2 Mio. Yuan renoviert.
Der Tempel steht auf der Liste der Denkmäler des Autonomen Gebiets Tibet.